# Breiter Grießkogel
Der Breite Grießkogel (oder auch Breite Grieskogel) ist ein 3287 m ü. A. hoher Berg in den Stubaier Alpen östlich von Längenfeld in Tirol.

## Geographie
Der Breite Grießkogel liegt östlich des Ötztals oberhalb von Gries im Sulztal zwischen dem Horlachtal im Norden und dem Sulztal im Süden. Im Nordwesten strömt der Grasstallferner vom Gipfel des Breiten Grießkogels hinab ins Grasstalltal, ein Seitental des Horlachtals. Im Norden liegt der Strahlkogel, dahinter das Larstigtal. Im Osten fließt der Grießkogelferner hinab zum Zwieselbachjoch (2870 m), einem Übergang ins Zwieselbachtal. Im Südosten liegt das Winnebachkar, nach Süden erstreckt sich ein Grat zum 2914 m hohen Gänsekragen. Nach Südwesten hin fällt der Breite Grießkogel mit steilen Felswänden zum Grießkar hin ab.
Zwei Wetterstationen sind am Berg installiert: In 2385 m Höhe befindet sich eine Schneemeßstation, nahe am Gipfel auf 3282 m eine Windmeßanlage. Beide Anlagen werden vom Lawinenwarndienst Tirol betrieben.

## Wege
Bestiegen wird der Berg vom Zwieselbachjoch als Hochtour mit Gletscherberührung (UIAA I), wobei das Joch von Gries im Sulztal (1569 m) über die Winnebachseehütte (2362 m) oder von der Schweinfurter Hütte (2028 m) im Zwieselbachtal erreicht werden kann. Dieser Anstieg ist insbesondere im Frühjahr auch eine beliebte Skitour, ebenso der Weg von Nordwesten über den Grasstallferner (UIAA I). Alternativ kann auch der Anstieg über das Larstigtal und die Larstigscharte (3032 m) zum Grießkogelferner gewählt werden. Über die Salchenscharte (2778 m) im Westen ist der Breite Grießkogel sowohl vom Grasstalltal im Norden, als auch aus dem vorderen Sulztal im Süden ohne Gletscherberührung erreichbar (UIAA II), diese Variante ist allerdings weglos und erst seit ein paar Jahren völlig eisfrei. Auch die Südwand weist den Schwierigkeitsgrad II auf.